# Tour della nazionale maschile di rugby a 15 di Samoa 2003
Nel periodo tra le edizioni della Coppa del Mondo di rugby del 1999 e del 2003, la nazionale di rugby XV di Samoa si è recata varie volte in tour oltremare.
Ben tre le trasferte nel 2003.

## In Nuova Zelanda ed Australia
| Pukekohe 31 maggio 2003 | NZ Divisional XV | 27 – 30 | Samoa XV |  |

| Sydney 12 giugno 2003 | NSW Waratahs | 41 – 48 | Samoa XV | Stadium Australia |

| Brisbane 15 giugno 2003 | Queensland Reds | 43 – 42 | Samoa XV |  |

## In Africa australe
| Bloemfontein 2 luglio 2003 | Free State Cheetas | 51 – 45 | Samoa XV |  |

| Johannesburg 6 luglio 2003 | Gauteng Lions | 32 – 34 | Samoa XV |  |

| Witbank 8 luglio 2003 | Pumas | 35 – 29 | Samoa XV |  |

| Windhoek 12 luglio 2003 | Namibia | 13 – 40 | Samoa |  |

## In Nuova Zelanda
Ultimi test prima della Coppa del Mondo di rugby 2003
| Whangarei 13 agosto 2003 | Northland | 17 – 27 | Samoa XV |  |

| Auckland 18 agosto 2003 | Auckland | 21 – 16 | Samoa XV |  |